# 50 kilomètres marche aux championnats du monde d'athlétisme 2015
Pour un article plus général, voir Championnats du monde d'athlétisme 2015.
Navigation
Moscou 2013 Londres 2017
L'épreuve du 50 kilomètres marche des Championnats du monde de 2015 a lieu le 29 août 2015 dans la ville de Pékin, en Chine. Elle est remportée par le Slovaque Matej Tóth.

## Médaillés
| Or         | Argent        | Bronze         |
| Matej Tóth | Jared Tallent | Takayuki Tanii |

## Résultats
| Place              | Nom                    | Pays             | Temps           | Notes |
| ------------------ | ---------------------- | ---------------- | --------------- | ----- |
| Médaille d'or      | Matej Tóth             | Slovaquie        | 3 h 40 min 32 s |       |
| Médaille d'argent  | Jared Tallent          | Australie        | 3 h 42 min 17 s | SB    |
| Médaille de bronze | Takayuki Tanii         | Japon            | 3 h 42 min 55 s |       |
| 4                  | Hirooki Arai           | Japon            | 3 h 43 min 44 s |       |
| 5                  | Robert Heffernan       | Irlande          | 3 h 44 min 17 s | SB    |
| 6                  | Zhang Lin              | Chine            | 3 h 44 min 39 s | PB    |
| 7                  | Yu Wei                 | Chine            | 3 h 45 min 21 s | PB    |
| 8                  | Andrés Chocho          | Équateur         | 3 h 46 min 00 s | AR    |
| 9                  | Jesús Ángel García     | Espagne          | 3 h 46 min 43 s | SB    |
| 10                 | Quentin Rew            | Nouvelle-Zélande | 3 h 48 min 48 s | PB    |
| 11                 | Adrian Błocki          | Pologne          | 3 h 49 min 11 s | PB    |
| 12                 | Evan Dunfee            | Canada           | 3 h 49 min 56 s | PB    |
| 13                 | Chris Erickson         | Australie        | 3 h 51 min 26 s | SB    |
| 14                 | Wu Qianlong            | Chine            | 3 h 51 min 35 s |       |
| 15                 | Ivan Banzeruk          | Ukraine          | 3 h 52 min 15 s |       |
| 16                 | Marco De Luca          | Italie           | 3 h 53 min 02 s |       |
| 17                 | Matteo Giupponi        | Italie           | 3 h 53 min 23 s |       |
| 18                 | Aku Partanen           | Finlande         | 3 h 54 min 28 s |       |
| 19                 | Serhiy Budza           | Ukraine          | 3 h 55 min 10 s |       |
| 20                 | Luis Fernando López    | Colombie         | 3 h 55 min 43 s | PB    |
| 21                 | Pedro Isidro           | Portugal         | 3 h 55 min 44 s | PB    |
| 22                 | Tadas Šuškevičius      | Lituanie         | 3 h 56 min 27 s | SB    |
| 23                 | Park Chil-sung         | Corée du Sud     | 3 h 56 min 42 s | SB    |
| 24                 | Håvard Haukenes        | Norvège          | 3 h 56 min 50 s | SB    |
| 25                 | Teodorico Caporaso     | Italie           | 3 h 56 min 58 s |       |
| 26                 | Sandeep Kumar          | Inde             | 3 h 57 min 03 s | SB    |
| 27                 | Manish Singh           | Inde             | 3 h 57 min 11 s | PB    |
| 28                 | Rafał Augustyn         | Pologne          | 3 h 57 min 30 s |       |
| 29                 | Jaime Quiyuch          | Guatemala        | 3 h 57 min 41 s | SB    |
| 30                 | Dušan Majdán           | Slovaquie        | 3 h 58 min 57 s | SB    |
| 31                 | Mathieu Bilodeau       | Canada           | 4 h 01 min 35 s | SB    |
| 32                 | Jarkko Kinnunen        | Finlande         | 4 h 02 min 07 s | SB    |
| 33                 | Marc Mundell           | Afrique du Sud   | 4 h 02 min 41 s |       |
| 34                 | Yuki Yamazaki          | Japon            | 4 h 03 min 54 s |       |
| 35                 | Francisco Arcilla      | Espagne          | 4 h 07 min 23 s | SB    |
| 36                 | Luis Angel Sanchez     | Guatemala        | 4 h 09 min 26 s |       |
| 37                 | John Nunn              | États-Unis       | 4 h 09 min 44 s | SB    |
| 38                 | Arnis Rumbenieks       | Lettonie         | 4 h 28 min 55 s |       |
|                    | Marius Cocioran        | Roumanie         | DNF             |       |
|                    | Carl Dohmann           | Allemagne        | DNF             |       |
|                    | Mário dos Santos       | Brésil           | DNF             |       |
|                    | Anders Hansson         | Suède            | DNF             |       |
|                    | Anatole Ibáñez         | Suède            | DNF             |       |
|                    | Aleksi Ojala           | Finlande         | DNF             |       |
|                    | Alexandros Papamichail | Grèce            | DNF             |       |
|                    | Benjamin Sánchez       | Espagne          | DNF             |       |
|                    | Alex Wright            | Irlande          | DNF             |       |
|                    | Erick Barrondo         | Guatemala        | DQ              |       |
|                    | Brendan Boyce          | Irlande          | DQ              |       |
|                    | Lukáš Gdula            | Tchéquie         | DQ              |       |
|                    | Ihor Hlavan            | Ukraine          | DQ              |       |
|                    | Łukasz Nowak           | Pologne          | DQ              |       |
|                    | Martin Tišťan          | Slovaquie        | DQ              |       |
|                    | Aleksandr Yargunkin    | Russie           | DNS             |       |

## Temps intermédiaires
Les temps intermédiaires sont pris tous les 5 kilomètres.
| Distance | Nom        | Pays      | Temps           |
| -------- | ---------- | --------- | --------------- |
| 5 km     | Matej Tóth | Slovaquie | 22 min 57 s     |
| 10 km    | Matej Tóth | Slovaquie | 45 min 22 s     |
| 15 km    | Matej Tóth | Slovaquie | 1 h 07 min 28 s |
| 20 km    | Matej Tóth | Slovaquie | 1 h 29 min 24 s |
| 25 km    | Matej Tóth | Slovaquie | 1 h 51 min 17 s |
| 30 km    | Matej Tóth | Slovaquie | 2 h 13 min 14 s |
| 35 km    | Matej Tóth | Slovaquie | 2 h 35 min 20 s |
| 40 km    | Matej Tóth | Slovaquie | 2 h 57 min 01 s |
| 45 km    | Matej Tóth | Slovaquie | 3 h 18 min 43 s |

## Légende
Records et Performances
- AR : Record continental (area record)
- CR : Record des championnats (championship record)
- MR : Record du meeting (meet record)
- NR : Record national (national record)
- OR : Record olympique (olympic record)
- PR : Record paralympique (paralympic record)
- PB : Record personnel (personal best)
- SB : Meilleure performance personnelle de la saison (season's best)
- WL : Meilleure performance mondiale de l'année (world leader)
- WJR : Record du monde junior (world junior record)
- WR : Record du monde (world record)

Circonstances et Conditions
- DNF : N'a pas terminé (did not finish)
- DNS : N'a pas pris le départ (did not start)
- DQ : Disqualification (disqualification)
- NM : Aucun essai valable enregistré (No Mark)
- Q : Qualifié « directement » au prochain tour (ou à la prochaine compétition), lors d'une compétition majeure, grâce au classement ou à la réalisation des minima (automatic qualifier)
- q : Qualifié au prochain tour (ou à la prochaine compétition), lors d'une compétition majeure, grâce au repêchage ou à la réalisation de l'une des meilleures performances parmi celles des « non qualifiés directement » (grâce au meilleur temps ou à la meilleure distance par exemple) (secondary qualifier)